# 맷 랜들
맷 랜들(Matthew Randel, 1977년 2월 15일 ~ )은 미국의 야구 선수이자 전 KBO 리그 두산 베어스의 외국인 선수이다.
140km 후반의 빠른 공과 함께 좋은 제구력을 지닌 우완 정통파 투수이다.

## 선수 시절

### MLB 시절
1995년 메이저 리그 베이스볼 로스앤젤레스 다저스에 84라운드 1657번째로 선발되었으나 입단하지 않았다.
1999년 일본 프로 야구에 데뷔해 1군과 2군을 오갔으며 다이에 호크스와 요미우리 자이언츠를 거친 일본 프로 야구 통산 기록은 28경기 출장, 4승 3패 1세이브, 평균 자책 5.84이다.

### KBO 리그 시절
2005년 1월 한국 프로 야구 두산 베어스에 입단해, 2007년까지 3년 연속 두 자릿수 승리를 따내며 팀 선발진의 한 축을 맡았다. 특히 2006년에는 16승을 거두며 다승 2위에 오르기도 했는데 본인(랜들)의 이전 30번 투수였던 이경필이 KBO 2년째인 1998년 기아(당시 해태)전에서 2완봉승을 거둔 것과 마찬가지로 KBO 2년째인 해당 시즌(2006년)에 기아전 2완봉승을
 기록했다. 2008년 12월, 30만 달러(계약금 5만 달러, 연봉 25만 달러)에 2009시즌 재계약을 체결하였다.
2009년 3월 서울 지하철 2호선 선릉역 계단에서 넘어지면서 전치 6주의 허리 우측 횡돌기 골절의 진단을 받았으며, 재활 과정을 거쳐 정상 컨디션으로 그라운드에 복귀하기까지는 최소 3개월 이상이 걸린다는 진단에 따라 두산 베어스는 랜들을 웨이버 공시하였다. 그의 대체 선수로 후안 세데뇨가 영입된다.

## 경력
- 미국 리지 필드 고등학교
- 미국 루이스 앤 클라크 주립대학교 중퇴 (1998년)
- 일본 후쿠오카 다이에 호크스 (1999-2000)
- 일본 요미우리 자이언츠 (2003-2004)
- 한국 두산 베어스 : 2005년 1월 4일 입단 (계약금 3만 달러, 연봉 12만 달러)

## 통산 기록

### 일본 프로 야구
| 연도       | 소속     | 승리 | 패배 | 평균 자책 | 세이브 | 경기 | 이닝   | 피안타 | 자책점 | 4사구 | 탈삼진 |
| ---------- | -------- | ---- | ---- | --------- | ------ | ---- | ------ | ------ | ------ | ----- | ------ |
| 1999 -2000 | 다이에   | 1    | 1    | 7.45      | 0      | 4    | 9 2/3  | 14     | 8      | 5     | 6      |
| 2003 -2004 | 요미우리 | 3    | 3    | 2.45      | 1      | 24   | 39 2/3 | 39     | 24     | 18    | 42     |
| 통산       | -        | 4    | 3    | 5.84      | 1      | 28   | 49 1/3 | 53     | 32     | 23    | 48     |

### 한국 프로 야구
| 연도 | 소속 | 경기 | 완투 | 완봉 | 승 | 패 | 세이브 | 홀드 | 이닝    | 타자 | 피안타 | 피홈런 | 4구 | 사구 | 탈삼진 | 실점 | 자책점 | 승률  | 평균 자책 | 기타 |
| ---- | ---- | ---- | ---- | ---- | -- | -- | ------ | ---- | ------- | ---- | ------ | ------ | --- | ---- | ------ | ---- | ------ | ----- | --------- | ---- |
| 2005 | 두산 | 29   | 0    | 0    | 12 | 7  | 0      | 0    | 149 2/3 | 658  | 163    | 18     | 47  | 15   | 111    | 59   | 54     | 0.632 | 3.25      |      |
| 2006 | 두산 | 30   | 2    | 2    | 16 | 8  | 0      | 0    | 192 1/3 | 795  | 170    | 14     | 58  | 10   | 142    | 66   | 63     | 0.667 | 2.95      |      |
| 2007 | 두산 | 28   | 0    | 0    | 12 | 8  | 0      | 0    | 164 1/3 | 684  | 142    | 16     | 55  | 10   | 113    | 60   | 57     | 0.600 | 3.12      |      |
| 2008 | 두산 | 29   | 0    | 0    | 9  | 9  | 0      | 0    | 150 2/3 | 664  | 171    | 15     | 49  | 9    | 101    | 78   | 75     | 0.500 | 4.48      |      |
| 합계 | -    | 116  | 2    | 2    | 49 | 32 | 0      | 0    | 657     | 2801 | 646    | 63     | 209 | 44   | 467    | 263  | 249    | 0.605 | 3.41      |      |